# Philip Rea (2e baron Rea)
Philip Russell Rea, 2e baron Rea, (7 février 1900-22 avril 1981) est un pair héréditaire britannique, homme politique libéral et banquier d'affaires.

## Biographie
Le fils aîné de Walter Rea, un homme politique libéral, et de sa première épouse, Evelyn, il fait ses études à la Westminster School, puis à Christ Church, à l'Université d'Oxford, où il obtient un BA puis une maîtrise, et enfin à l'Université de Grenoble.
En 1918, pendant les dernières étapes de la Première Guerre mondiale, il sert comme sous-lieutenant dans les Grenadier Guards. Pendant la Seconde Guerre mondiale il retourne dans l'armée britannique et sert comme officier d'état-major personnel du brigadier Colin Gubbins, chef du Special Operations Executive, une importante agence britannique de renseignement et d'opérations de guérilla. Il est officier du King's Royal Rifle Corps.
Lord Rea est chef du Parti libéral à la Chambre des lords de 1955 à 1967. Aux Lords, il est whip libéral en chef de 1950 à 1955, vice-président en 1954 et vice-président de comités de 1950 à 1955. Il est président du Parti libéral de 1955 à 1956 et vice-président du parti en 1970. Il est nommé conseiller privé en 1962.
Rea épouse Lorna Smith (décédée le 11 décembre 1978) le 7 avril 1922. Ils ont un fils et une fille, mais comme son fils Piers Russell Rea (1925–1934) meurt jeune, il est remplacé par le fils de son jeune frère James Russell Rea (1902–1954).
Sa fille, Ann Felicity Rea (née en 1923) sert dans le WRNS pendant la Seconde Guerre mondiale et épouse le vétéran SOE Malcolm Munthe en 1945.